# Люкшин, Василий Алексеевич
Васи́лий Алексе́евич Люкши́н (25 апреля [7 мая] 1872 — 10 августа 1945) — русский и советский архитектор; городской архитектор Саратова.

## Биография
Родился 25 апреля (7 мая по новому стилю) 1872 года в селе Васильевка Самарской губернии Российской империи в семье мещан. Его отец, трагически погибший в 1874 году, владел небольшим кустарным промыслом.
Василий воспитывался у деда, учился в реальном училище города Новозыбкова Черниговской губернии (с 1926 года — Брянская губерния), куда семья Люкшиных перебралась к началу 1880-х годов. Получив среднее образование, Люкшин уехал в Петербург, где поступил в Институт гражданских инженеров императора Николая I, который окончил в 1901 году. В течение следующих двух лет работал на Сибирской железной дороге в Томске.

## Деятельность в Саратове
В 1904 году переехал в Саратов, здесь жил и работал до самой смерти, осуществил много своих проектов.
- Сначала получил место городского инженера, руководил мощением улиц, в том числе организовал и провёл работы по мощению Астраханской улицы гранитной брусчаткой[2]. Также в 1904 году осуществил переделку боковых входов Троицкого собора.
- Основная деятельность Василия Алексеевича Люкшина в Саратове до Октябрьской революции была связана с подготовкой и исполнением проекта Саратовского Крытого рынка[3], над которым он начал работать в 1906 году, руководя его строительством на протяжении почти десяти лет.
- В это же время он принимал участие в строительстве корпусов Саратовского университета, где им были сделаны расчёты железобетонных перекрытий университетских зданий.

По проектам Люкшина в Саратове были построены:
- Лечебница гинекологическая Медведевых — 1909, Волжская улица 18, (позже Клиника профессиональных болезней института сельской гигиены, ныне с 2002 года — аптека);
- Дом профессора Ивановского — 1910—1911, улице Мичурина, 140 (ныне жилой дом);
- Дом Полякова — 1912, улица Пушкина, 17 (не сохранился);
- Лечебница Грасмик и Бухгольц — 1913, улица Соборная 23 (ныне детская больница);
- Училище народное — 1912—1914, улица Вознесенская 5 (позже школа № 20, с 1992 г. — гимназия № 4);
- Школа-дворец — 1913—1914, улица Посадского 246 (позже школа № 21, ныне Лицей математики и информатики).

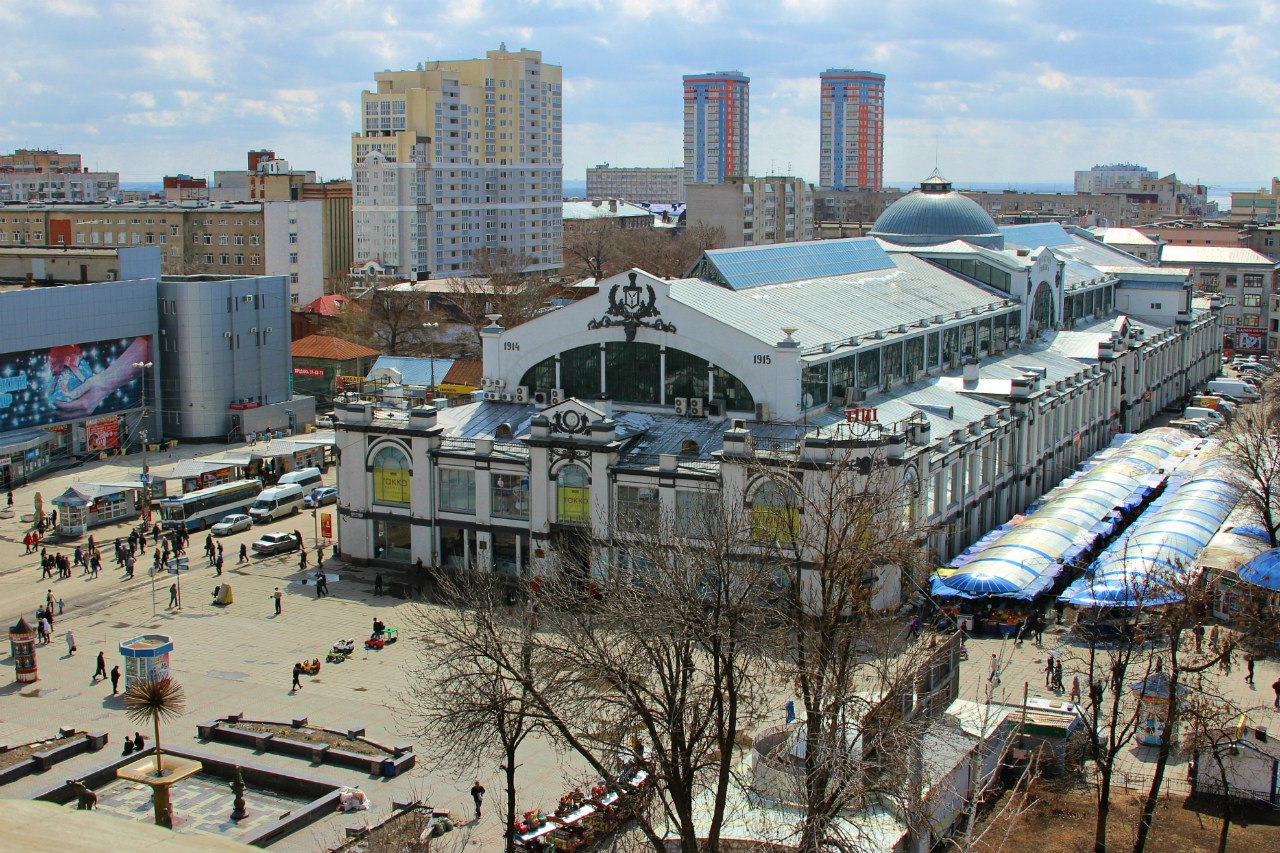
Крытый рынок
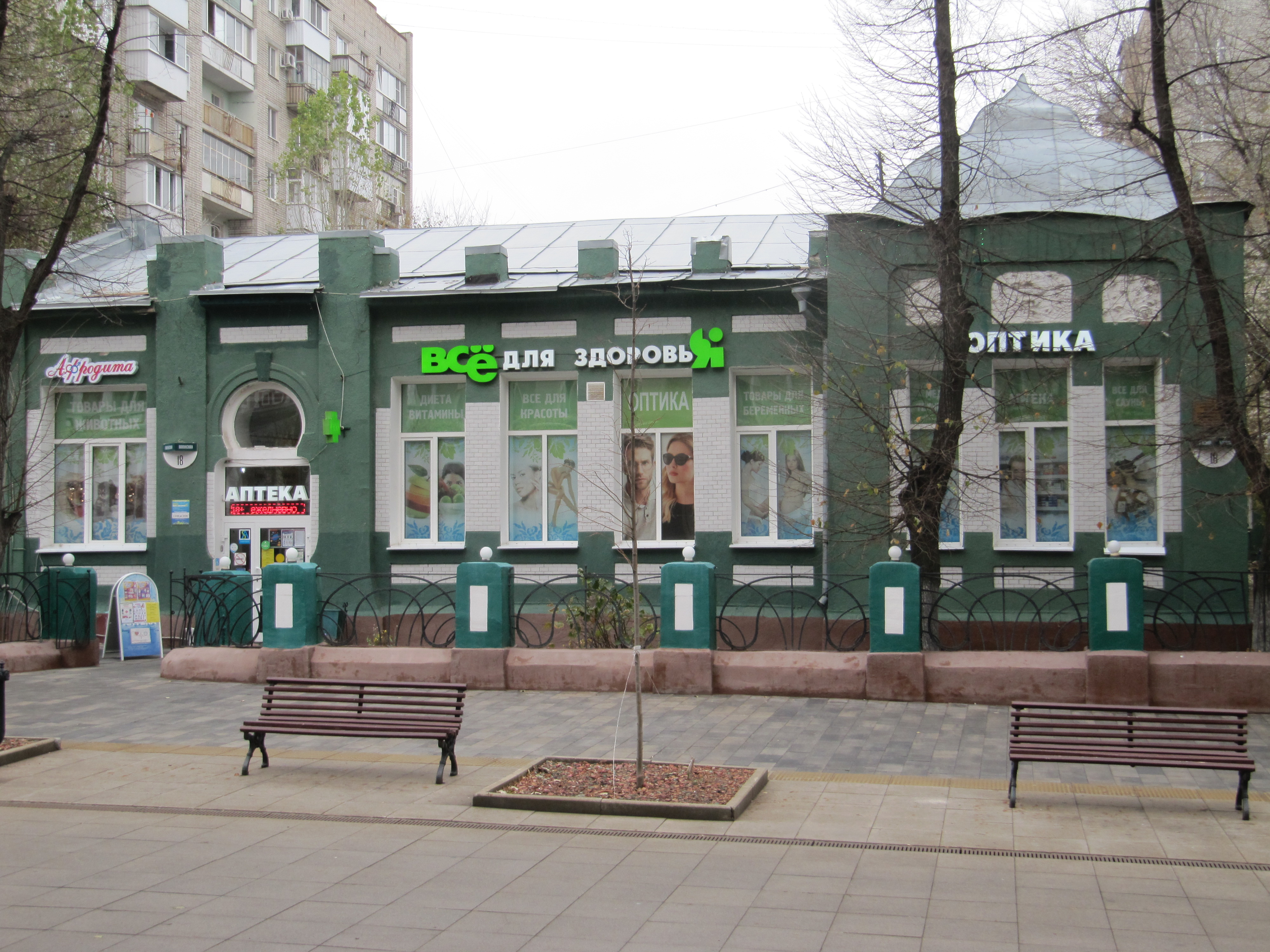
Лечебница Медведевых
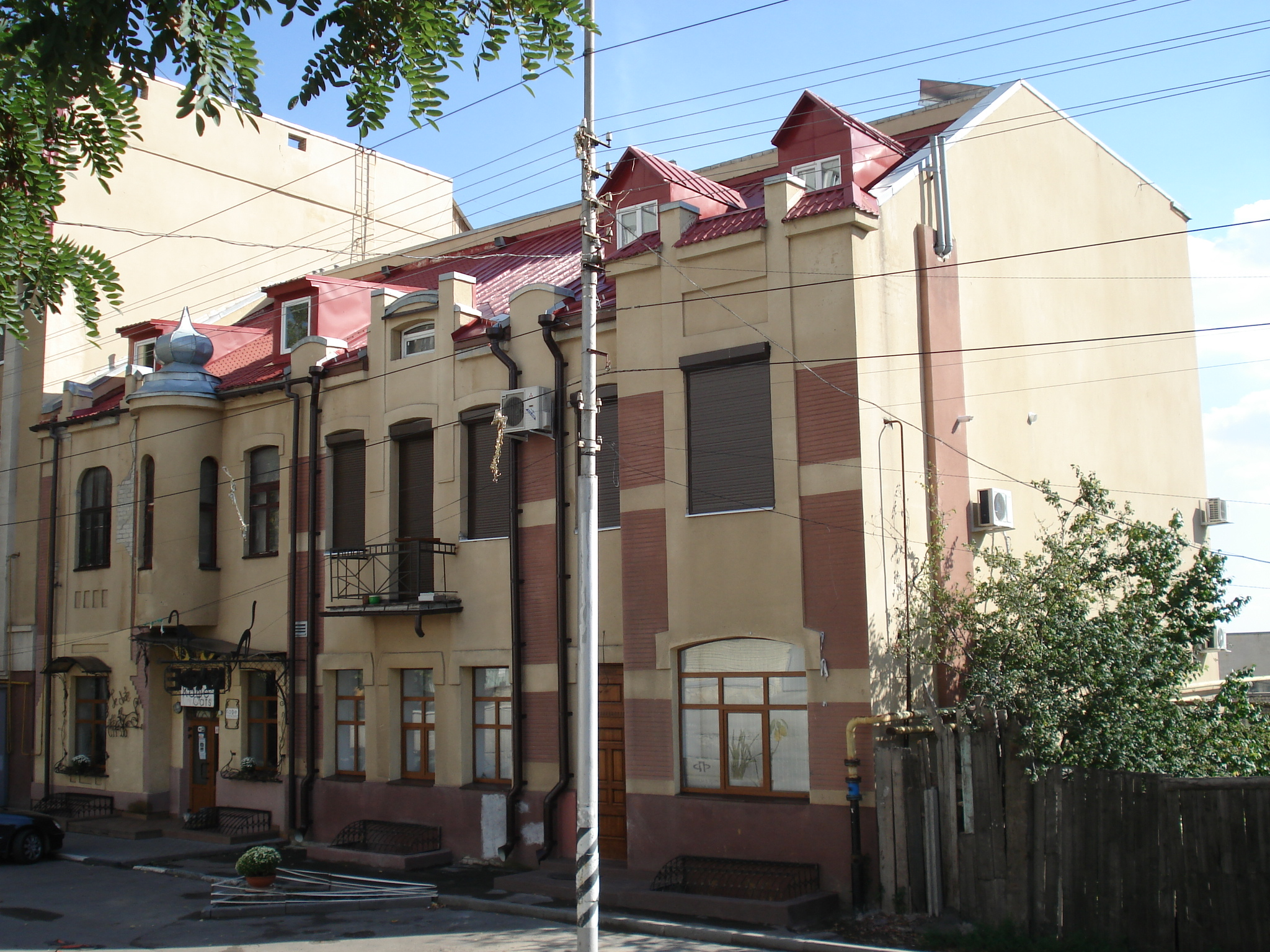
Дом Ивановского
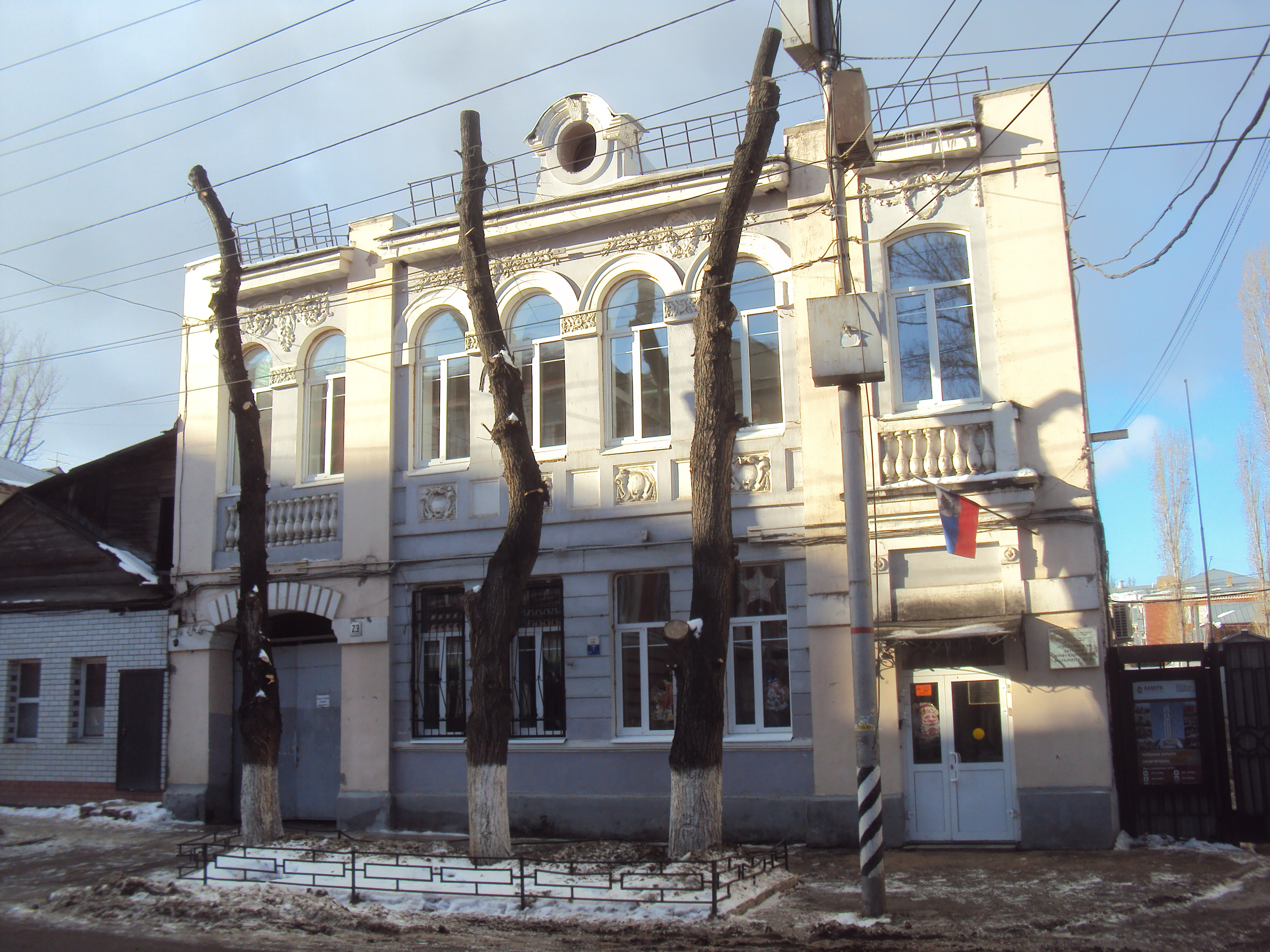
Больница Грасмик и Бухгольц
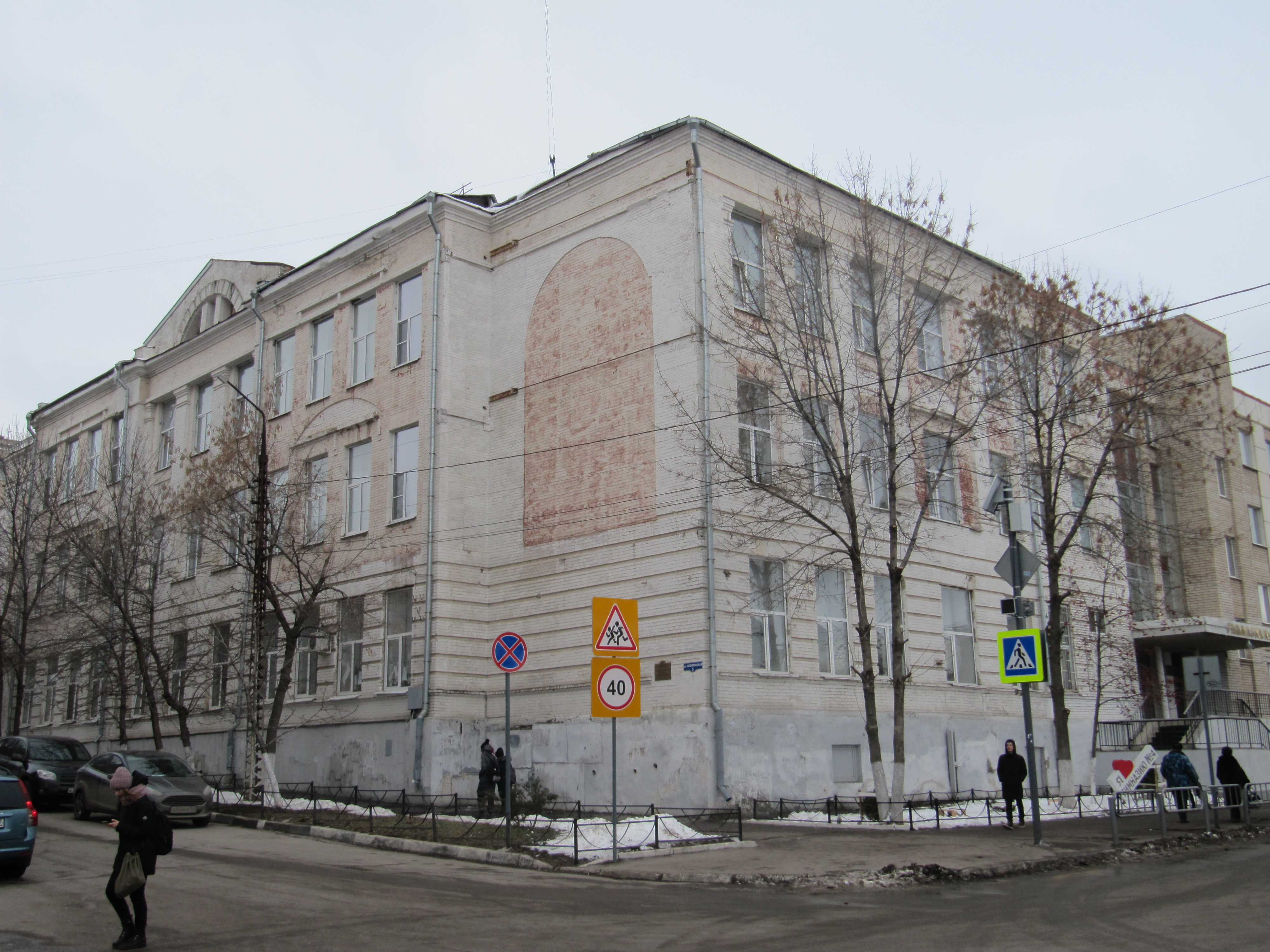
Училище народное
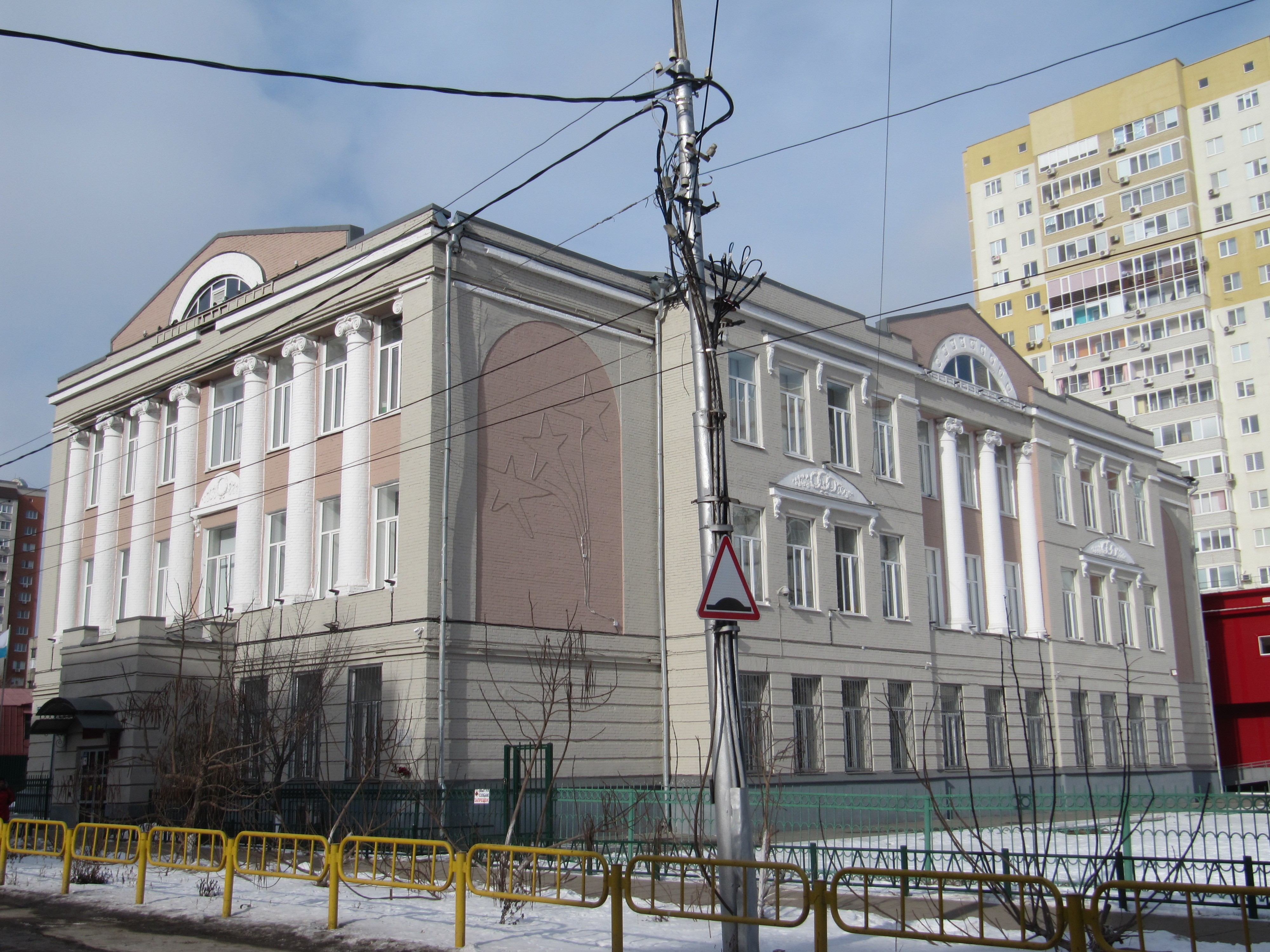
Школа-дворец

После революции Василий Алексеевич продолжал работать в Саратове в архитектуре и строительстве, перейдя на административную и преподавательскую работу, преподавал в Строительном техникуме им. В. И. Ленина. Был делегатом 1-го Всесоюзного съезда архитекторов в 1937 году и одним из основателей Саратовской организации Союза архитекторов СССР.
Умер 10 августа 1945 года от воспаления лёгких. Похоронен в Саратове на Воскресенском кладбище.

## Семья
Жена — Екатерина Евгеньевна Соловьёва (1883—1972), две дочери — Нина и Валентина.
Первоначально в Саратове Люкшин жил в доме № 6 по Провиантской улице. Женившись в 1906 году, переехал с женой в квартиру в доме на Малой Сергиевской (ул. Мичурина), 81 (дом ныне не существует).

## Память

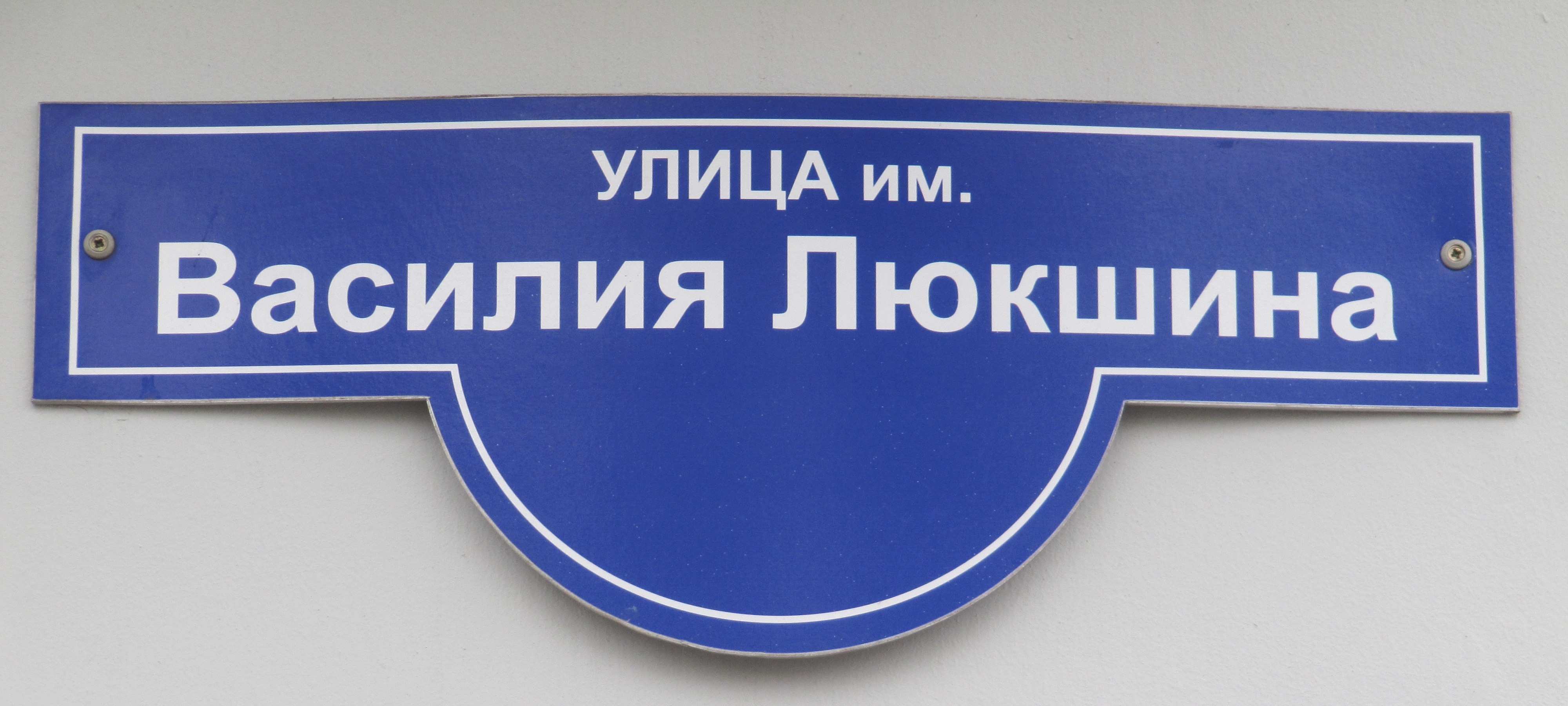
Улица Люкшина, Саратов

В 2016 году примыкающая к зданию Крытого рынка улица в Саратове получила имя В. А. Люкшина.